# 山形県道333号鶴岡広野線
山形県道333号鶴岡広野線（やまがたけんどう333ごう つるおかひろのせん）は、山形県鶴岡市より酒田市までの一般県道である。全線が国道7号の旧道である。

## 概要
- 延長：8.2km
  - 起点：山形県鶴岡市文下（山形県道350号たらのき代鶴岡線交点）
  - 終点：山形県酒田市広野（大字）福岡 （国道7号三川バイパス交点）
    - 経由地：山形県東田川郡三川町

  - 通行不能区間:なし

## 接続路線
- 山形県道350号たらのき代鶴岡線
- 山形県道50号藤島由良線
- 山形県道341号東沼長沼余目線
- 山形県道33号庄内空港立川線
- 山形県道43号余目加茂線
- 国道7号（三川バイパス）

## 道の駅
- 道の駅庄内みかわ